# Rantau Badak
Rantau Badak is een bestuurslaag in het regentschap Tanjung Jabung Barat van de provincie Jambi, Indonesië. Rantau Badak telt 2446 inwoners (volkstelling 2010).